# Villaflores
Villaflores – gmina w Hiszpanii, w prowincji Salamanka, w Kastylii i León, o powierzchni 42,03 km². W 2011 roku gmina liczyła 312 mieszkańców.